# ياردا
ياردا، هي قرية فلسطينية مهجرة في قضاء صفد شمال فلسطين، دمرت وهجر سكانها خلال النكبة عام 1948.

## خلفية
يردا تلفظ بفتح أولها وسكون ثانيها ودال وألف. لعلّ اسمها من جذر «يَرَد» بمعنى (وَرَد) أو أنّها تحريف عن كلمة «يا ريدا» الآرامية بمعنى السوق السنوية حيث يجتمعون للمقايضة.
يَرْدا قرية صغيرة تقع على مسيرة نحو أربعة كيلومترات للغرب من جسر بنات يعقوب، لها أراضٍ مساحتها 1367 دونمًا ولا يملك اليهود فيها أيّ شيء. كان بها في عام 1931م 13 نسمة- لهم ثلاثة بيوت، وفي عام 1945م بلغ عدد سكانها 20 نسمة.
جنوب القرية تقع خربة وقّاص أو القدح، ترتفع هذه الخربة 175 مترًا عن سطح البحر، وهي على بعد 4 كم للجنوب من قرية الحسينية. تحتوي خربة وقّاص على تل أنقاض، بقايا أبنية وجدران، حجارة مقطوعة، صهاريج ومعصرة.
كانت تقوم على خربة وقّاص هذه بلدة حاصور، بمعنى المخيّم والمعسكر، الكنعانية المشهورة. وتقع مضارب «عرب وقّاص» في جوار هذه الخربة وعلى ضفاف الوادي الذي يحمل اسمها. كان عددهم في عام 1922م 112 نسمة وفي عام 1931م ضم عددهم إلى احصاءات مستعمرة روشبينا- الجاعونة. وفي ظاهر خربة وقّاص تقع «مُغُر الدروز»، وفي غرب هذه المُغُر موقع آخر يعرف باسم تل الريح.

## احتلال القرية وتطهيرها عرقيَّا
على الرغم من أنّ القرية ربما كانت احتلت أولًا في سياق عملية يفتاح في نيسان/ أبريل أو أيار/ مايو من عام 1948م، إلّا أنّها وقعت لاحقًا على أطراف المنطقة المجرّدة من السلاح بين سورية و «إسرائيل» بعد توقيع اتفاقية الهُدنة في تموز/ يوليو 1949م. ولأنّ يردا ظلّت آهلة حتى نهاية عملية يفتاح، فمن الجائز أن يكون سكانها لقوا المصير نفسه الذي لقيه سكان قرى كراد البقارة وكراد الغنامة التي وقعت ضمن المنطقة المجرّدة من السلاح. يروي المؤرخ الإسرائيلي بيني موريس أن هؤلاء الأواخر أخرجتهم السُلطات الإسرائيلية من ديارهم بين سنة 1949 وسنة 1956، باستعمال وسائل الضغط المباشر وغير المباشر.

## القرية اليوم
لا تزال الحيطان المبتورة الباقية من بعض المنازل في القرية ماثلة للعيان وتتبعثر الأنقاض الحجرية المتناثرة من المنازل المدمرة في أرجاء الموقع كما يستعمل قسم من الأرض مرعى للمواشي.

## المستعمرات الصهيونية على أراضي القرية
في سنة 1948م، استولت مستعمرة «أبيليت هشاحر» الصهيونية على أراضي يردا، وفي سنة 1949م أنشئت على أراضي القرية على بعد نحو كيلومتر إلى الشرق من موقعها، مستعمرة «مشمار هيردين» التي يجب عدم الخلط بينها وبين مستعمرة أخرى تحمل الاسم نفسه، كانت أسست في سنة 1890م بالقرب من جسر بنات يعقوب.

## روابط خارجية
- ياردا ترحب بكم